# Spence Lake
Spence Lake är en sjö i Algoma District i provinsen Ontario i den sydöstra delen av Kanada, 600 km väster om huvudstaden Ottawa. Spence Lake ligger 246 meter över havet. Sjön har sitt utlopp i väster och vattnet rinner vidare drygt 100 meter till Matinenda Lake. Spence Lake tillhör Blind Rivers avrinningsområde. 